# زنجبیل چینی
زنجبیل چینی (نام علمی: Boesenbergia rotunda) نام یک گونه از خانواده زنجبیلیان است. به آن ریشهٔ انگشتی و خسرودار کهتر هم گفته‌اند.
زنجبیل چینی، گیاهی دارویی و آشپزی از چین و آسیای جنوب شرقی است. شکل زمین‌ساقه (ریزوم) آن شبیه به انگشتان دست است که که از یک قطعه مرکزی برون‌روییده‌اند.
زنجبیل چینی نوعی زنجبیل و محصول سالانه و بومی جنوب استان یون‌نان چین تا غرب مالزی است و در جنگل‌های بارانی گرمسیری رشد می‌کند. 
این گیاه دارای یک تنه زیرزمینی یا همان زمین‌ساقه است. این تنه به همان روش زنجبیل، خسرودار و زردچوبه شاخه‌شاخه است. این زمین‌ساقه‌ها مواد مغذی را جمع می‌کنند و قسمت میانی‌شان متورم‌تر از بخش سر و بخش پایین است. بخش درونی بسته به زیرگونه گیاه، طیف وسیعی از رنگ‌ها و رایحه‌ها را دارد. قسمت بالای زمینِ گیاه از یک ساقه برگی تشکیل شده‌است که نیامی (غلافی) آن را پوشانده‌است. غلاف‌های برگ قرمزرنگند، تیغه‌ها به شکل بیضی و نوک برگ‌ها تیز است. 
زنجبیل چینی گیاهی علفی است به بلندی ۲–۳ پا. برگ آن حدود ۵۰ سانتی‌متر درازا و ۱۲ سانتی‌متر پهنا دارد. میانه دمبرگ‌ها شیارهای عمیقی دارند. رویشگاه گل این گیاه میان غلاف‌های برگ و در انتهای پایینی تنه است. گلبرگ‌ها به رنگ سفید یا صورتی روشن است. گلها یک بار شکوفا می‌شوند.